# Jan Cieśliński (architekt)

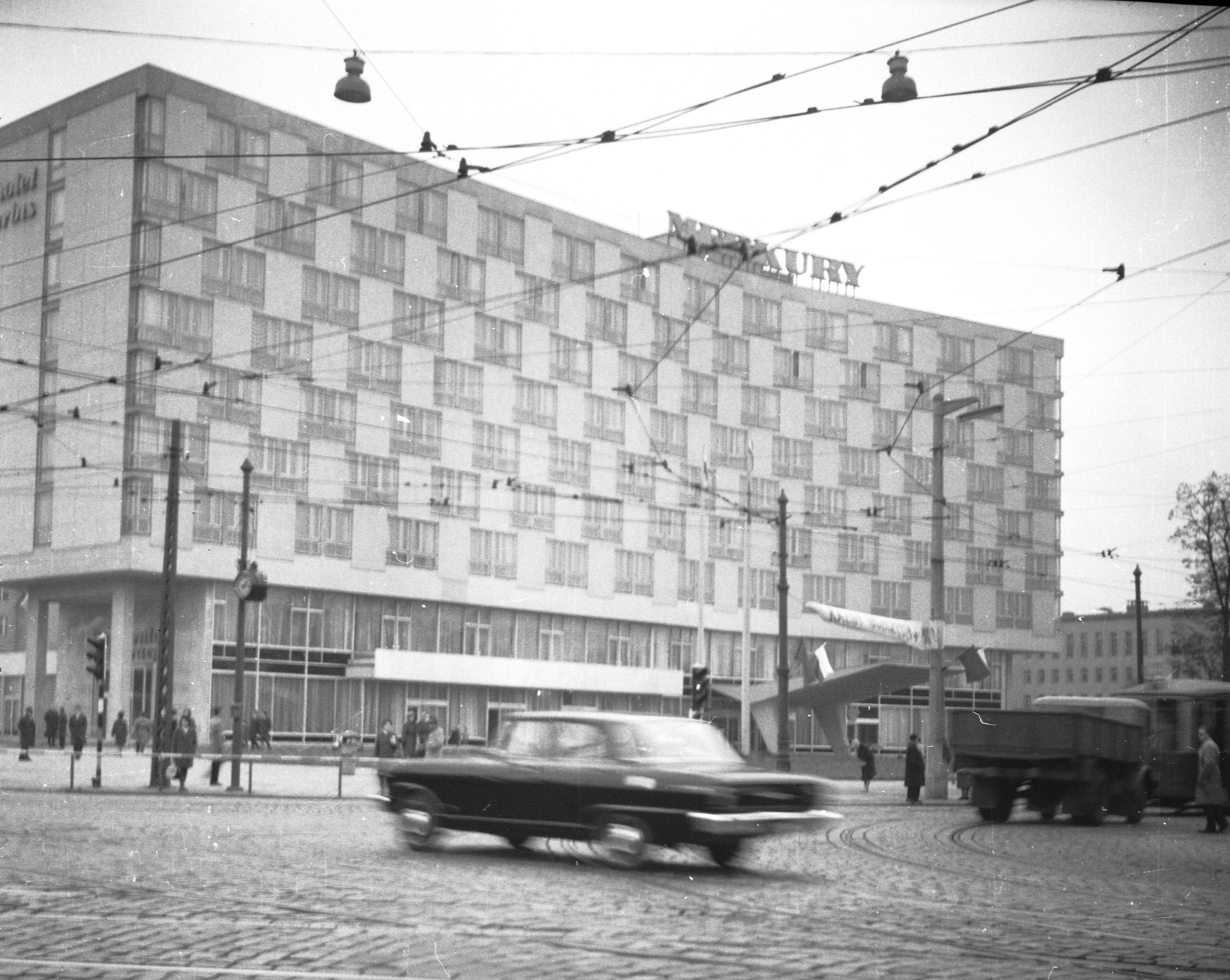
Hotel Merkury w Poznaniu

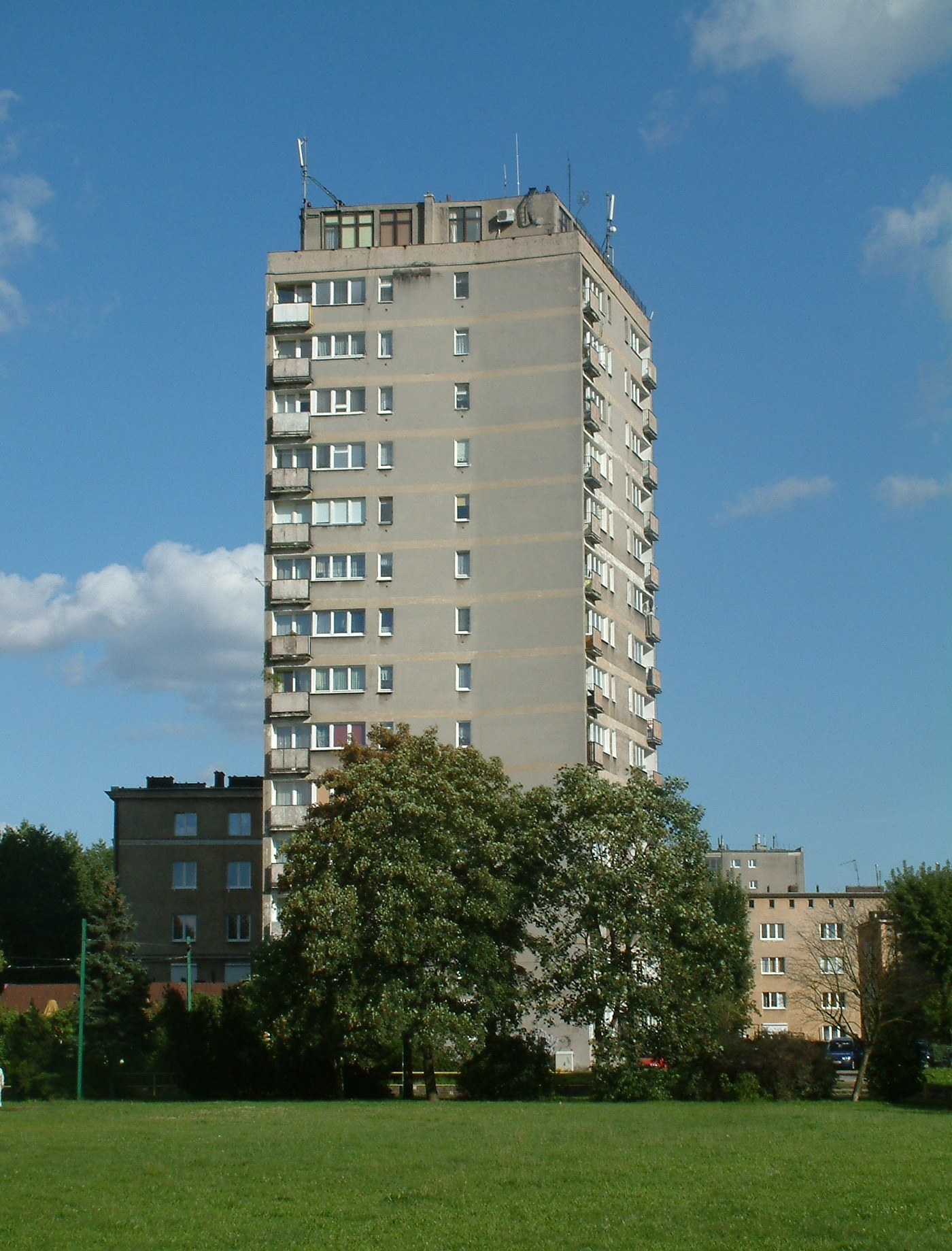
Wieżowiec przy pl. Waryńskiego w Poznaniu – współautorstwo

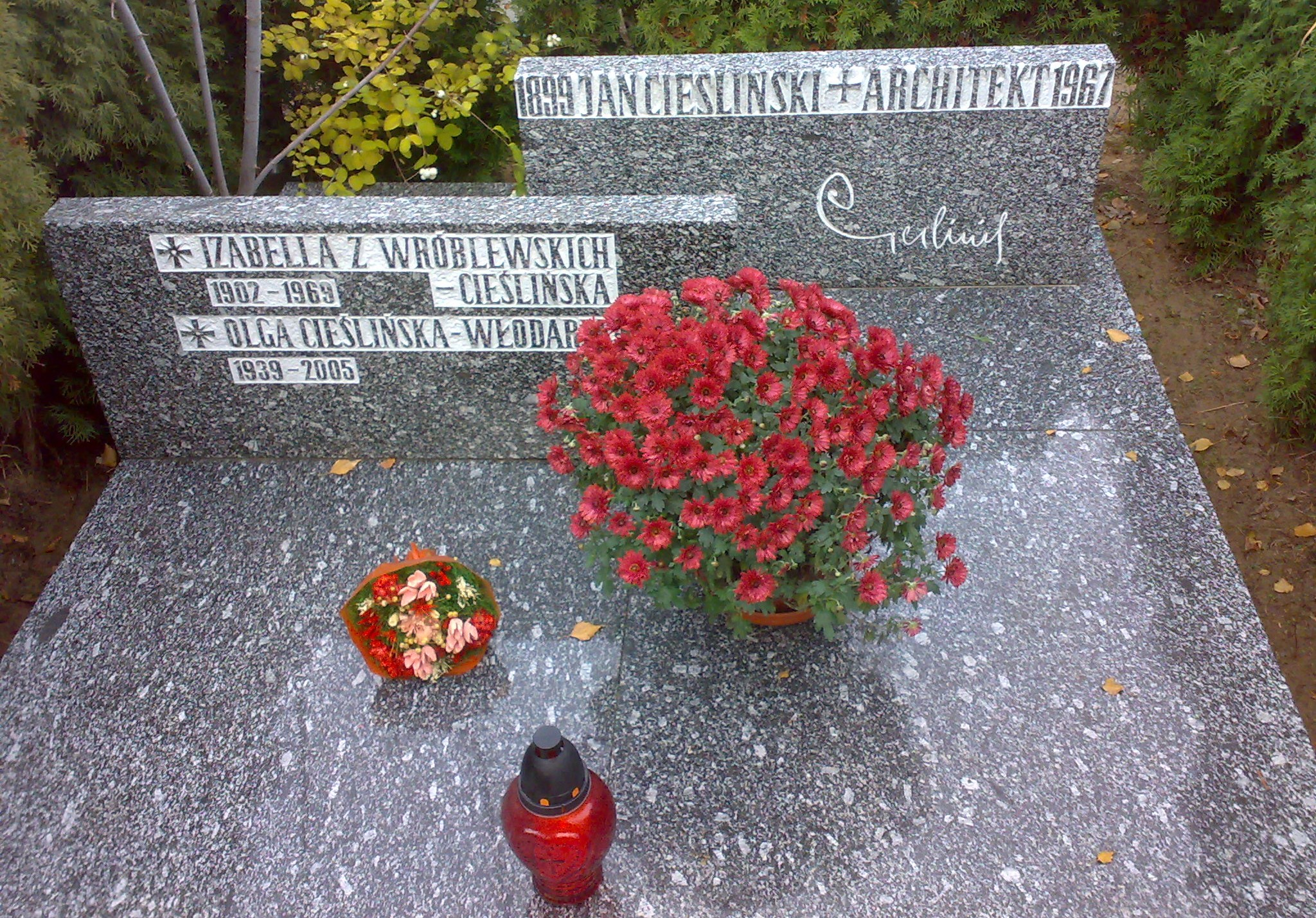
Grób Jana Cieślińskiego na cmentarzu Junikowskim w Poznaniu

Jan Cieśliński (ur. 18 grudnia 1899 w Poznaniu, zm. 30 października 1967 tamże) – architekt, docent PWSSP w Poznaniu, wiceprezydent Poznania.

## Życiorys
Syn budowniczego Józefa i Stanisławy z Tomkowiaków. W Poznaniu ukończył gimnazjum. Studia architektoniczne ukończył w 1925 na Wydziale Architektury Politechniki w Berlinie. W latach 1926–1932 przebywał w Paryżu, Amsterdamie i we Włoszech. Pracę zawodową rozpoczął w 1928 w pracowni Stefana Cybichowskiego. Zaprojektował w tym okresie kilka budynków szkolnych i publicznych.
W czasie okupacji hitlerowskiej pracował jako urzędnik pocztowy.
Już w 1945, jeszcze podczas walk w Poznaniu, zaliczał się do głównych inicjatorów odbudowy miasta (był współzałożycielem Poznańskiej Dyrekcji Odbudowy). W tym samym roku z ramienia SD został powołany na stanowisko wiceprezydenta Poznania ds. budownictwa. Współautor (wraz z wiceprezydentem Antonim Drabowiczem) sprawozdania o stanie zniszczeń wojennych miasta. W 1947 ukończył studia na Wydziale Architektury Politechniki Warszawskiej. W 1948 rozpoczął pracę dydaktyczną w Państwowej Wyższej Szkole Sztuk Plastycznych w Poznaniu (później został dziekanem Wydziału Architektury Wnętrz).
Od 1945 był członkiem SARP Oddział Poznań (prezes w latach 1959–1965, od 1965 członek Rady).
W 1938 ożenił się z Izabellą z Wróblewskich (1902–1969), z którą miał córkę Olgę po mężu Włodarek (1939–2005).
Zmarł w Poznaniu, pochowany w Alei Zasłużonych na cmentarzu Junikowo (kwatera AZ-P-40).

## Najważniejsze realizacje
- Szkoła handlowa przy ul. Śniadeckich w Poznaniu – wespół z S. Cybichowskim
- pierwszy budynek Palmiarni Poznańskiej – wespół z S. Cybichowskim
- budynek biurowy – Plac Wolności 18 w Poznaniu
- osiedle Komandoria – wespół z M. Dworzańskim i T. Podgórskim
- osiedle mieszkaniowe w Toruniu – wespół z J. Liśniewiczem
- współpraca przy rekonstrukcji Starego Miasta w Poznaniu
- plany zabudowy śródmieścia Poznania i Gorzowa Wlkp. – współpraca (1951–1962)
- bloki mieszkalne przy ul. Rolnej, Marcelińskiej i Głównej w Poznaniu
- adaptacja gmachu PWSSP w Poznaniu
- wieżowiec przy pl. Waryńskiego w Poznaniu – wespół z Zygmuntem Waschko
- wnętrza kin Apollo i Bałtyk w Poznaniu – wespół z J. Machowiakiem
- nowoczesna zabudowa bloku śródrynkowego w Poznaniu – wespół z R. Pawulanką i Z. Lutomskim
- Hotel Merkury w Poznaniu (zob. też Mercure)
- wystrój licznych hal targowych na MTP
- dom mieszkalny przy ul. Sienkiewicza 21 w Poznaniu
- siedziba firmy Kruk przy al. Wielkopolskiej w Poznaniu

## Ordery i odznaczenia
- Złoty Krzyż Zasługi (19 lipca 1946)[6]
- Medal 10-lecia Polski Ludowej (19 stycznia 1955)[7]
- Złota Odznaka SARP (1965)[2]
- Srebrna Odznaka SARP (1961)[2]